# Деніс Оньянго
Деніс Оньянго (англ. Denis Onyango, нар. 15 травня 1987, Кампала) — угандійський футболіст, воротар південнофриканського клубу «Мамелоді Сандаунз» і національної збірної Уганди.
Семиразовий чемпіон ПАР. Переможець Ліги чемпіонів КАФ. Володар Суперкубка КАФ. 

## Клубна кар'єра
Народився 15 травня 1987 року в Кампалі. У дорослому футболі дебютував 2004 року виступами на батьківщині за команду «Вілла».
За два роки перейшов до ефіопського «Сент-Джорджа», в якому провів один сезон.
2006 року перебрався до південноафриканського «Суперспорт Юнайтед», в якому відразу став основним голкіпером. Був частиною команди, яка 2008 року здобула для клубу з Преторії історичний перший титул чемпіона ПАР, а згодом двічі успішно його захищала.
Протягом 2010—2011 років захищав кольори клубу «Мпумаланга Блек Ейсез», після чого протягом двох сезонів був резервним воротарем у «Мамелоді Сандаунз». 
Сезон 2013/14 провів у складі «Бідвест Вітс» на умовах оренди, після чого повернувся до «Мамелоді Сандаунз», де невдовзі виборов місце основного голкіпера. У складі цієї команди ще чотири рази ставав переможцем південноафриканської футбольної першості, а 2016 року став переможцем Ліги чемпіонів КАФ.

## Виступи за збірну
2005 року дебютував в офіційних матчах у складі національної збірної Уганди, швидко ставши її основним голкіпером, а навесні 2017 отримавши капітанську пов'язку у національній команді.
У складі збірної був учасником Кубка африканських націй 2017 року в Габоні і Кубка африканських націй 2019 року в Єгипті. На другому турнірі допоміг своїй команді вийти до стадії плей-оф.

## Титули і досягнення
- Чемпіон ПАР (7):

«Суперспорт Юнайтед»: 2007-2008, 2008-2009, 2009-2010
«Мамелоді Сандаунз»: 2015-2016, 2017-2018, 2018-2019, 2019-2020
- Переможець Ліги чемпіонів КАФ (1):

«Мамелоді Сандаунз»: 2016
- Володар Суперкубка КАФ (1):

«Мамелоді Сандаунз»: 2017